# Roman Stanisław Ingarden
|  | No s'ha de confondre amb el seu pare Roman Ingarden.. |

Roman Stanisław Ingarden   (Zakopane, 1 d'octubre de 1920 - Cracòvia, 12 de juliol de 2011) va ser un físic teòric polonès.

## Vida i obra
Fill del conegut filòsof polonès Roman Witold Ingarden, va passar la seva infància i joventut a Lwow (actual Lviv, Ucraïna) a partir de 1926. El 1938 va iniciar els estudis universitaris de ciències a la universitat d'aquesta ciutat, però els va veure interromputs per l'esclat de la Segona Guerra Mundial. Durant la guerra (1941-1945) va treballar a l'empresa de óptica Jan Bujak. Acabda la guerra, i havent passat a ser Lwow territori soviètic, va acabar els seus estudis graduant-se el 1946 a la universitat Jagellònica de Cracòvia i, poc després, va ser nomenat professor de la universitat de Breslau (actual Wroclaw, Polònia). El 1966 va passar a ser professor ala universitat de Toruń, en la qual es va jubilar el 1991. Va ser el fundador de les revistes Reports on Mathematical Physics (1970) i Open Systems and lnformation Dynamics (1992).
El 1976 va fer el seu primer viatge al Japó del qual li va quedar una profunda admiració per la seva llengua i cultura, fins al punt de promouer-la a Polònia amb la creació i direcció d'un centre cultural i rebent, per aquest motiu, una de les més altes condecoracions de l'Emperador del Japó: l'Orde del Tresor Sagrat.
Des de l'inici de les seves recerques, el professor Ingarden es va interessar per l'estudi de l'espai electromagnètic. El 1976 va publicar un article que és considerat el primer intent de crear una teoria de la informació quàntica, introduint la teoria de la probabilitat en els models clàssics de la informació.